# Helicoradomenia juani
Helicoradomenia juani is een Solenogastressoort uit de familie van de Simrothiellidae. De wetenschappelijke naam van de soort is voor het eerst geldig gepubliceerd in 1991 door Scheltema & Kuzirian.